# Joel Gretsch

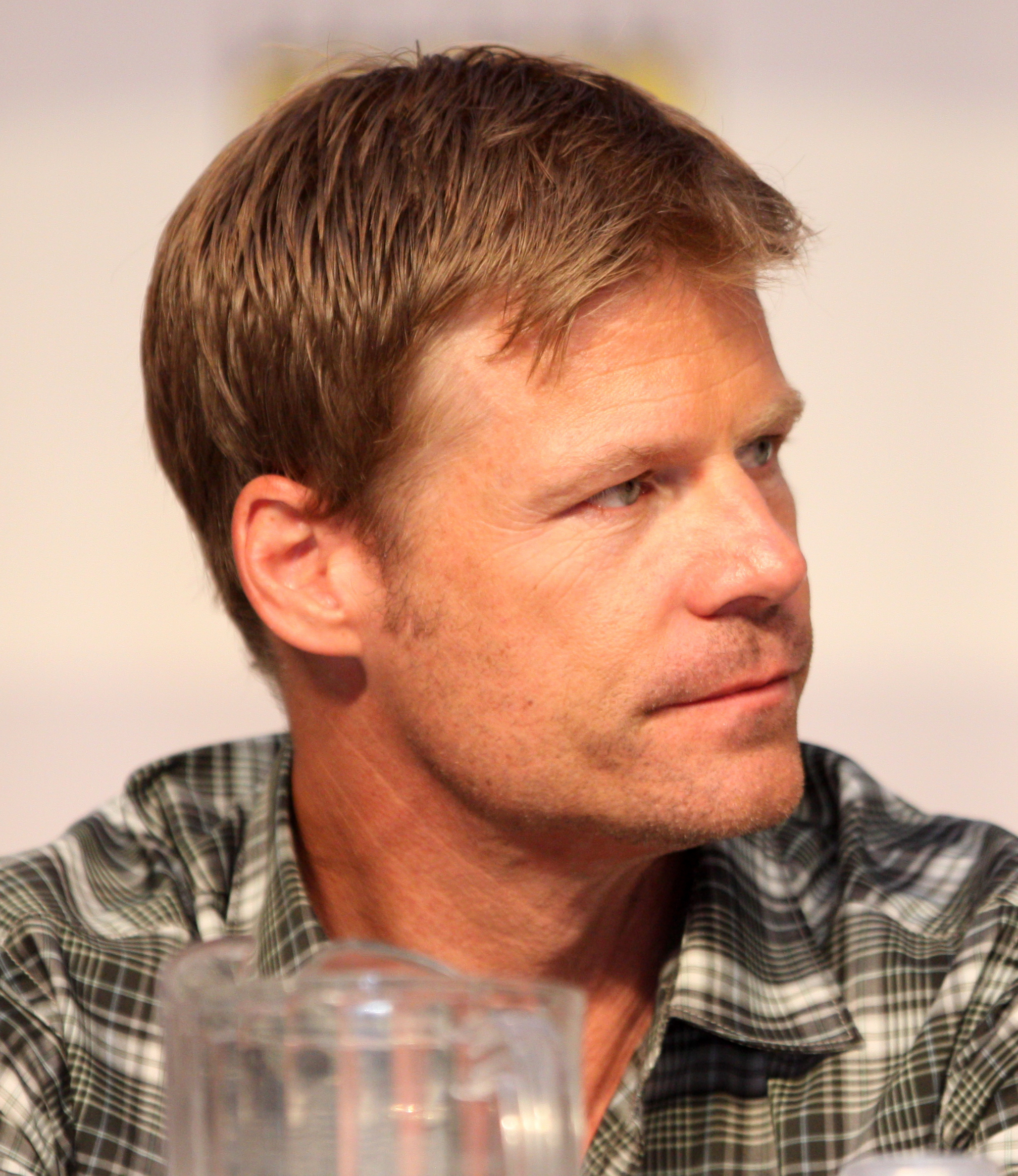
Joel Gretsch (2010)

Joel Gretsch (* 20. Dezember 1963 in St. Cloud, Minnesota) ist ein US-amerikanischer Schauspieler.

## Leben
Joel Gretsch machte eine Schauspielausbildung am Guthrie-Theater in Minneapolis. 1989 ging er nach Los Angeles und gab dort sein Theaterdebüt in Molières Tartuffe. Anschließend spielte er den Titelhelden in John Patrick Shanleys Danny and the Deep Blue Sea.
Seine Fernsehkarriere begann in den frühen neunziger Jahren, er wirkte mit bei einigen Episoden von Eine schrecklich nette Familie, Melrose Place und Saved by the Bell: The New Class. Später spielte er kleinere Rollen in den Fernsehserien CSI: Miami, JAG, Friends und Navy CIS. Dem Kinopublikum wurde Gretsch vor allem durch seine Rolle als Bobby Jones im DreamWorks-Film Die Legende von Bagger Vance bekannt, und er spielte 2002 in Club der Cäsaren und Minority Report. In der von Steven Spielberg produzierten,  Emmy-nominierten Science-Fiction-Miniserie Taken spielte er die Rolle des Captain Owen Crawford.
Von 2003 bis 2007 war er in der Hauptrolle des Tom Baldwin in der US-amerikanischen Fernsehserie 4400 – Die Rückkehrer zu sehen. 2007 spielte er den Thomas Gates in Das Vermächtnis des geheimen Buches. Ab 2009 bis 2011 verkörperte er Jack Landry, eine der Hauptfiguren im Serien-Remake V – Die Besucher. Gretsch ist seit 1999 mit der Schauspielerin Melanie Shatner, der Tochter von William Shatner, verheiratet, mit der er zwei Kinder hat.

## Filmografie (Auswahl)
Serien
- 1993: Eine schrecklich nette Familie (Married… with Children, Folge 7x14)
- 1994: Saved by the Bell: The New Class (Folge 2x11)
- 1994: Melrose Place (Folge 3x06)
- 1995: Friends (Folge 1x14)
- 1999: JAG – Im Auftrag der Ehre (JAG, Folge 4x16)
- 1999: Pacific Blue – Die Strandpolizei (Pacific Blue, Folge 4x20)
- 1999: X-Factor: Das Unfassbare (Beyond Belief: Fact or Fiction, eine Folge)
- 2002: Taken (Miniserie, 5 Folgen)
- 2003: CSI: Miami (Folge 2x04)
- 2003, 2012–2015: Navy CIS (NCIS, 4 Folgen)
- 2006: Criminal Intent – Verbrechen im Visier (Law & Order: Criminal Intent, Folge 6x03)
- 2006: CSI: NY (Folge 2x18)
- 2004–2007: 4400 – Die Rückkehrer (The 4400, 42 Folgen)
- 2007: Journeyman – Der Zeitspringer (Journeyman, 2 Folgen)
- 2009: Burn Notice (Folge 2x12)
- 2009–2011: V – Die Besucher (V, 22 Folgen)
- 2011: In Plain Sight – In der Schusslinie (In Plain Sight, Fernsehserie, Folge 4x11)
- 2013: The Client List (2 Folgen)
- 2013–2014: Witches of East End (5 Folgen)
- 2014: Scorpion (Folge 1x02)
- 2014: Marvel’s Agents of S.H.I.E.L.D. (Folge 2x07)
- 2015: Criminal Minds (Folge 11x06)
- 2016–2017: Vampire Diaries (The Vampire Diaries, 7 Folgen)

Filme
- 2000: Die Legende von Bagger Vance (The Legend of Bagger Vance) – Regie: Robert Redford
- 2002: Club der Cäsaren (The Emperor's Club) – Regie: Michael Hoffman
- 2002: Minority Report – Regie: Steven Spielberg
- 2006: The Goode’s House (Glass House: The Good Mother) – Regie: Steve Antin
- 2007: Das Vermächtnis des geheimen Buches (National Treasure: Book of Secrets) – Regie: Jon Turteltaub
- 2009: Push – Regie: Paul McGuigan
- 2012: Meine Schwester mit den zwei Gesichtern (Of Two Minds, Fernsehfilm) – Regie: Jim O’Hanlon
- 2014: Zodiac – Die Zeichen der Apokalypse (Zodiac: Signs of the Apocalypse, Fernsehfilm)